# Vagnhallen Rantorget
Vagnhallen Rantorget är en vagnhall för spårvagnar som ägs av Göteborgs spårvägar AB.
Hallen är Göteborgs spårvägars huvudanläggning, och kallades tidigare Vagnhallen Gårda. Namnet ändrades för att undvika att den blandades ihop med Gårdahallen. På Vagnhallen Rantorgets tak finns en bilparkering. 
Vagnhallen Rantorget som ritats av Abako vann Kasper Salin-priset 1985.